# Jean-Louis Pierrot
Jean-Louis Pierrot, prince d’Haïti connu sous le nom de prince Pierrot, né le 19 décembre 1761 à Acul-du-Nord et mort le 18 février 1857 à Camp-Coq près de Cap-Haïtien, fut un général, un aristocrate et un noble haïtien avant d'être président à vie d'Haïti. 
Titré prince sous le règne de son beau-frère, le roi Henri, il est, pendant la période de la monarchie nordiste, cinquième dans l'ordre de succession au trône. Exilé après la révolution de 1820, il revient au pays après la chute du dictateur Jean-Pierre Boyer, et rejoint le clan des conservateurs. Après la mort du duc de l'Avancé, il accède à la présidence à vie en 1845. Il est renversé en 1846 et s'éloigne de la capitale.
Sa fille et unique héritière, la princesse Marie-Louise Pierrot, épousa le petit-fils du roi Henri, Nord Alexis qui fut plus tard président à vie.

## Sous la monarchie

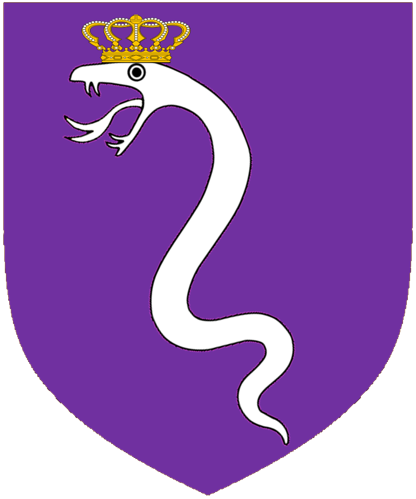
Blason de la famille Pierrot.

Jean-Louis Pierrot est né en 1761 dans le village d'Acul-du-Nord. Analphabète, il réussit une carrière militaire fabuleuse. Sous le régime du roi Henri Christophe, il fut promu lieutenant-général et, proche du roi, reçut le titre de prince d'Haïti. Le roi lui octroya également la cinquième place dans l'ordre de succession à la couronne. En 1812, il épousa la princesse Louise-Geneviève Coidavid dite Cécile Fatiman, sœur cadette de Marie-Louise Coidavid épouse du roi Henri Christophe. Après la révolution de 1820 et la chute de la monarchie, il s'exile en Jamaïque avec toute sa famille. Il revient à Haïti en 1835 mais se fait discret et s'installe dans le Nord.

## Le Prince-Président d'Haïti
Après la chute du dictateur Jean-Pierre Boyer, il rejoint le gouvernement militaire provisoire. Il sert ainsi successivement les présidents à vie Charles Rivière Hérard et Philippe Guerrier, duc de l'Avancé. Le 16 avril 1845, après la mort du duc, le Conseil d'État l'appela pour diriger Haïti. Se méfiant des courtisans et des complots au sein du palais présidentiel de la capitale Port-au-Prince, il fit transférer son gouvernement dans la seconde ville du pays, Cap-Haïtien, et Port-au-Prince perdit son statut de capitale. Il proclama son intention de conserver la partie orientale de l'île de Saint-Domingue qui se soulevait contre l'occupant haïtien afin de proclamer l'indépendance de la République dominicaine. La population de Port-au-Prince et l'élite intellectuelle et militaire n'acceptèrent pas le sort réservé à leur ville. Les garnisons de Port-au-Prince le destituèrent le 24 mars 1846. Il se retira alors de l'armée et s'installa dans le nord du pays. 
Pierrot meurt le 18 février 1857 à Camp-Coq près de Cap-Haïtien dans le département du Nord.
Sa fille unique, la princesse Marie Louise Amélia Célestine Pierrot, épousa le prince Pierre Nord Alexis (petit-fils du roi Henri Christophe) alors gouverneur provincial sous le régime de l'empereur Faustin Ier, plus tard ministre de la Guerre et de la Marine de 1867 à 1869 et enfin président à vie d'Haïti de 1902 à 1908.